# Evinta
Evinta — альбом британской группы My Dying Bride, выпущенный в мае 2011 года лейблом Peaceville Records.

## Об альбоме
Характерным для этого альбома является отсутствие гитарного звучания и переход группы на неоклассический стиль.
Является развитием многих старых музыкальных тем и риффов My Dying Bride, которые были переписаны для классических инструментов; эти риффы использованы в сочетании с новым вокалом и музыкой, в результате чего релиз объединяет в себе черты характерные как для студийного альбома, так и для альбома ремиксов.

### Отсылки
«In Your Dark Pavilion» переосмысляет фрагменты композиций «A Kiss to Remember» и «For My Fallen Angel» с альбома Like Gods of the Sun, а также трека «From Darkest Skies» с The Angel and the Dark River.
«Of Lilies Bent With Tears» основывается на «Your River» (альбом Turn Loose the Swans).
В «That Dress And Summer Skin» используется мелодия из «She Is The Dark» с альбома The Light at the End of the World и текст «My Wine In Silence» (Songs of Darkness, Words of Light).
Первые строки «The Music Of Flesh» позаимствованы из «The Crown Of Sympathy» с Turn Loose the Swans, а окончание «Seven Times She Wept» цитирует композицию «Sear Me MCMXCIII» с того же альбома.

## Список композиций
- CD 1

1. «In Your Dark Pavilion» — 10:03
2. «You Are Not the One Who Loves Me» — 06:47
3. «Of Lilies Bent with Tears» — 07:10
4. «The Distance; Busy with Shadows» — 10:46
5. «Of Sorry Eyes in March» — 10:34

- CD 2

1. «Vanité Triomphante» — 12:21
2. «That Dress and Summer Skin» — 09:38
3. «And Then You Go» — 09:22
4. «A Hand of Awful Rewards» — 10:21

- CD 3 (бонус диск для Deluxe Edition)

1. «The Music of Flesh» — 07:04
2. «Seven Times She Wept» — 04:06
3. «The Burning Coast of Regnum Italicum» — 11:50
4. «She Heard My Body Dying» — 08:31
5. «And All Their Joy Was Drowned» — 10:14

## Участники записи
- Aaron Stainthorpe — вокал
- Andrew Craighan — гитара
- Hamish Hamilton Glencross — гитара
- Katie Stone — клавишные, скрипка
- Lena Abé — бас-гитара
- Dan «Storm» Mullins — ударные